# Numero primo di Chen
Un numero primo p è detto di Chen se p + 2 è un numero primo oppure un prodotto di due primi (cioè, se {\displaystyle \Omega (p+2)\leq 2}, dove {\displaystyle \Omega } è la Funzione Omega grande.
Nel 1966 Chen Jingrun ha dimostrato che ci sono infiniti numeri primi di questo tipo.
Il minore di una coppia di numeri primi gemelli è un primo di Chen, per definizione.
I più piccoli primi di Chen sono:
2, 3, 5, 7, 11, 13, 17, 19, 23, 29, 31, 37, 41, 47, 53, 59, 67, 71, 83, 89, 101
È da notare che tutti i primi supersingolari sono anche primi di Chen.
Rudolf Ondrejka (1928-2001) ha scoperto il seguente quadrato magico 3x3 di nove primi di Chen:
| 17  | 89 | 71  |
| 113 | 59 | 5   |
| 47  | 29 | 101 |

Nell'ottobre 2005 Micha Fleuren e il PrimeForm e-group hanno trovato il più grande numero primo di Chen attualmente conosciuto (1284991359 · 298305 + 1)  ·  (96060285 · 2135170 + 1) − 2 costituito da 70301 cifre.
Terence Tao e Ben Green hanno dimostrato nel 2005 che esiste un numero infinito di progressioni aritmetiche di tre termini che siano primi di Chen. Recentemente, Binbin Zhou ha dimostrato che i primi di Chen contengono arbitrariamente lunghe progressioni aritmetiche.
Chen dimostrò anche la seguente generalizzazione: per ogni intero pari n, esistono infiniti primi p tali che p + n è anch'esso primo o semiprimo.